# Ernst Umhauer

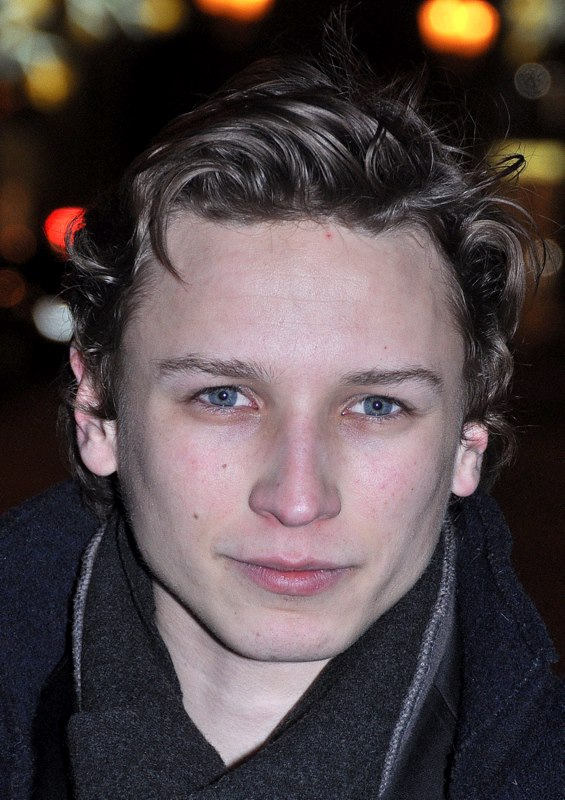
Ernst Umhauer (2013)

Ernst Umhauer (* 2. Dezember 1989 in Cherbourg, Normandie) ist ein französischer Schauspieler.

## Biografie
Ernst Umhauers Familie stammt ursprünglich aus dem Elsass. Sein Vater, ein Fotograf, benannte ihn nach dem berühmten deutschen Maler und Bildhauer Max Ernst. Ernst Umhauer wuchs in Cherbourg auf. Schauspielunterricht nahm er drei Jahre lang am Theater des lokalen Kulturhauses. Nachdem er ab 2009 vereinzelt im Fernsehen auftrat, hatte er als junger Novize an der Seite von Vincent Cassel in dessen Mysterythriller  Der Mönch seine erste Kinorolle.
Seinen großen Durchbruch hatte er im Jahr 2012, als er die Figur des Claude Garcia in François Ozons Literaturverfilmung In ihrem Haus spielte. Er wurde mit einem Prix Lumières als Bester Nachwuchsdarsteller ausgezeichnet und erhielt bei der Verleihung des französischen Filmpreises César 2013 eine Nominierung, ebenfalls in der Kategorie als Bester Nachwuchsdarsteller.

## Filmografie (Auswahl)
- 2011: Der Mönch (Le moine)
- 2012: In ihrem Haus (Dans la maison)
- 2014: Saint Laurent
- 2015: The Returned (Les revenants, TV-Serie)
- 2016: Diabolique (TV)
- 2020: Der Nachtarzt (Médecin de nuit)
- 2020: Un monde ailleurs
- 2022: L’envol